# Acanthocephalose

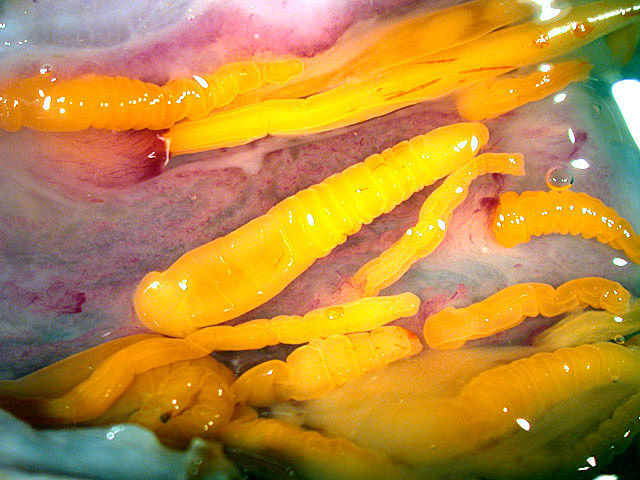
Pomphorhynchus spec. im Rektum eines Blaufischs (Pomatomus saltatrix)

Als Acanthocephalosen werden Infektionskrankheiten bei verschiedenen Tieren inklusive des Menschen bezeichnet, die durch Kratzwürmer (Acanthocephala) ausgelöst werden. Dabei handelt es sich um Darmparasiten, die sich mit Hilfe eines hakenbewehrten Rüssels in die Darmwand ihrer Wirte bohren und die Nahrung aus dem Darminhalt über die Haut aufnehmen.
Bekannte Acanthocephalosen sind beispielsweise 
- die Macracanthorhynchose des Schweines, ausgelöst durch den Riesenkratzer (Macracanthorhynchus hirudinaceus)
- die Acanthocephalosen der Fische, die durch eine Reihe von verschiedenen Kratzerarten bei unterschiedlichen marinen und limnischen Arten vorkommen.
- die Acanthocephalose des Geflügels und die Polymorphidose des Geflügels.